# Episodi di The Venture Bros. (settima stagione)
La settima stagione della serie animata The Venture Bros., composta da 10 episodi, è stata trasmessa negli Stati Uniti, da Adult Swim, dal 5 agosto al 7 ottobre 2018.
In Italia la stagione è inedita.
| nº | Titolo originale                                     | Prima TV USA      |
| -- | ---------------------------------------------------- | ----------------- |
| 1  | The Venture Bros. & The Curse of the Haunted Problem | 5 agosto 2018     |
| 2  | The Rorqual Affair                                   | 12 agosto 2018    |
| 3  | Arrears in Science                                   | 19 agosto 2018    |
| 4  | The High Cost of Loathing                            | 26 agosto 2018    |
| 5  | The Inamorata Consequence                            | 2 settembre 2018  |
| 6  | The Bellicose Proxy                                  | 9 settembre 2018  |
| 7  | The Unicorn in Captivity                             | 16 settembre 2018 |
| 8  | The Terminus Mandate                                 | 23 settembre 2018 |
| 9  | The Forecast Manufacturer                            | 30 settembre 2018 |
| 10 | The Saphrax Protocol                                 | 7 ottobre 2018    |

## The Venture Bros. & The Curse of the Haunted Problem
- Titolo originale: The Venture Bros. & The Curse of the Haunted Problem
- Diretto da: Juno Lee
- Scritto da: Jackson Publick

### Trama
Quando i sistemi informatici della VenTech Tower vengono infettati da un misterioso virus, il Dott. Venture incarica Billy e White di rintracciare l'origine del problema. Nel frattempo, la fiorente relazione di Hank con Sirena è minacciata dall'intervento di suo padre Wide Wale, che desidera di tenere lontano il ragazzo dalla sua famiglia. Per avvicinarsi a Sirena, Hank fa rivivere il suo vecchio personaggio Enrico Matassa e chiede di unirsi al sindacato di Wide Wale. Wide Wale decide di offrirgli la possibilità di unirsi, tuttavia chiede ad Hank di mettersi alla prova uccidendo il Blue Morpho, che è stato catturato dall'organizzazione di Wide Wale. Dean chiede che Orpheus, Alchemist e Jefferson Twilight vengano a New York per cercare di aiutare a risolvere il problema nella torre, tuttavia non riescono a fare molti progressi. Un commento estemporaneo sul virus da parte di Billy fa sì che il Team Venture originale si precipiti alla VenTech Tower, dove rivelano l'orribile verità al Dott. Venture: la ProBLEM Light di Gargantua-1, che è stata recuperata da J.J. e collocata nella VenTech Tower come pezzo decorativo, contiene i resti del corpo di Jonas Sr. e ha mantenuto la sua vita nei decenni in cui si credeva fosse morto, rivelando che è la fonte del "virus". Proprio mentre il Dott. Venture si riunisce con suo padre, White irrompe e distrugge alcuni degli organi meccanici di Jonas, provocando la sua furia.